# Концешть (Бакеу)
Концешть, Концешті (рум. Conțești) — село у повіті Бакеу в Румунії. Входить до складу комуни Саскут.
Село розташоване на відстані 207 км на північ від Бухареста, 46 км на південь від Бакеу, 116 км на південь від Ясс, 110 км на північний захід від Галаца, 127 км на північний схід від Брашова.

## Населення
За даними перепису населення 2002 року у селі проживали 598 осіб, усі — румуни. Усі жителі села рідною мовою назвали румунську.